# Liste des stations du métro de Hong Kong
Pour un article plus général, voir Métro de Hong Kong.
Cette liste des stations du métro de Hong Kong présente l'ensemble des stations du réseau par lignes. Les noms sont toujours indiqués en anglais ainsi qu'en chinois traditionnel. Un astérisque indique que la station n'est pas encore ouverte.

## Airport Express (5 stations)
| Station        | Nom en chinois | District            | Correspondance(s)                                                                        |
| -------------- | -------------- | ------------------- | ---------------------------------------------------------------------------------------- |
| AsiaWorld-Expo | 博覽館         | Islands             |                                                                                          |
| Airport        | 機場           | Islands             |                                                                                          |
| Tsing Yi       | 青衣           | Kwai Tsing          | Tung Chung Line                                                                          |
| Kowloon        | 九龍           | Yau Tsim Mong       | Tung Chung Line Gare de Hong Kong-West Kowloon vers la LGV Canton – Shenzhen – Hong Kong |
| Hong Kong      | 香港           | Central and Western | Tung Chung Line, Central Station vers Tsuen Wan Line et Island Line                      |

## Disney Resort Line (2 stations)
| Station           | Nom en chinois | District  | Correspondance(s) |
| ----------------- | -------------- | --------- | ----------------- |
| Sunny Bay         | 欣澳           | Tsuen Wan | Tung Chung Line   |
| Disneyland Resort | 迪士尼         | Tsuen Wan |                   |

## East Rail Line (16 stations)
Les stations Lo Wu et Lok Ma Chau sont situées dans la zone frontière fermée (Frontier Closed Area). Seuls les passagers ayant un permis de zone fermée ou un document de voyage pour entrer en Chine continentale peuvent y aller.
| Station            | Nom en chinois | District            | Correspondance(s) |
| ------------------ | -------------- | ------------------- | --- |
| Lok Ma Chau        | 落馬洲         | Yuen Long           | Poste-frontière de Lok Ma Chau Spur Line/Futian La station Futian Checkpoint vers la ligne 4 du métro de Shenzhen de l'autre côté de la frontière |
| *Kwu Tung (projet) | 古洞           | North               | Northern Link (projet) |
| Lo Wu              | 羅湖           | North               | Poste-frontière de Lo Wu/Luohu La gare de Shenzhen et la station Luohu vers la ligne 1 du métro de Shenzhen de l'autre côté de la frontière       |
| Sheung Shui        | 上水           | North               | |
| Fanling            | 粉嶺           | North               | |
| Tai Wo             | 太和           | Tai Po              | |
| Tai Po Market      | 大埔墟         | Tai Po              | |
| University         | 大學           | Sha Tin             | |
| Racecourse         | 馬場           | Sha Tin             | |
| Fo Tan             | 火炭           | Sha Tin             | |
| Sha Tin            | 沙田           | Sha Tin             | |
| Tai Wai            | 大圍           | Sha Tin             | Tuen Ma Line |
| Kowloon Tong       | 九龍塘         | Kowloon City        | Kwun Tong Line |
| Mong Kok East      | 旺角東         | Yau Tsim Mong       | |
| Hung Hom           | 紅磡           | Yau Tsim Mong       | Tuen Ma Line Guangzhou-Kowloon Through Train, Shanghai-Kowloon Through Train et Beijing–Kowloon Through Train                                     |
| Exhibition Centre  | 會展           | Wan Chai            | Tseung Kwan O Line (projet) |
| Admiralty          | 金鐘           | Central and Western | Tsuen Wan Line, Island Line et South Island Line                                                                                                  |

## Island Line (17 stations)
| Station        | Nom en chinois | District            | Correspondance(s)                                                        | Photos |
| -------------- | -------------- | ------------------- | ------------------------------------------------------------------------ | ------ |
| Kennedy Town   | 堅尼地城       | Central and Western |                                                                          |        |
| HKU            | 香港大學       | Central and Western | South Island Line (West) (projet)                                        |        |
| Sai Ying Pun   | 西營盤         | Central and Western |                                                                          |        |
| Sheung Wan     | 上環           | Central and Western |                                                                          |        |
| Central        | 中環           | Central and Western | Tsuen Wan Line Hong Kong Station vers Airport Express et Tung Chung Line |        |
| Admiralty      | 金鐘           | Central and Western | Tsuen Wan Line, South Island Line et East Rail Line                      |        |
| Wan Chai       | 灣仔           | Wan Chai            |                                                                          |        |
| Causeway Bay   | 銅鑼灣         | Wan Chai            |                                                                          |        |
| Tin Hau        | 天后           | Wan Chai            |                                                                          |        |
| Fortress Hill  | 炮台山         | Eastern             |                                                                          |        |
| North Point    | 北角           | Eastern             | Tseung Kwan O Line                                                       |        |
| Quarry Bay     | 鰂魚涌         | Eastern             | Tseung Kwan O Line                                                       |        |
| Tai Koo        | 太古           | Eastern             |                                                                          |        |
| Sai Wan Ho     | 西灣河         | Eastern             |                                                                          |        |
| Shau Kei Wan   | 筲箕灣         | Eastern             |                                                                          |        |
| Heung Fa Chuen | 杏花邨         | Eastern             |                                                                          |        |
| Chai Wan       | 柴灣           | Eastern             |                                                                          |        |

## Kwun Tong Line (17 stations)
| Station       | Nom en chinois | District      | Correspondance(s)  | Photos |
| ------------- | -------------- | ------------- | ------------------ | ------ |
| Whampoa       | 黃埔           | Kowloon City  |                    |        |
| Ho Man Tin    | 何文田         | Kowloon City  | Tuen Ma Line       |        |
| Yau Ma Tei    | 油麻地         | Yau Tsim Mong | Tsuen Wan Line     |        |
| Mong Kok      | 旺角           | Yau Tsim Mong | Tsuen Wan Line     |        |
| Prince Edward | 太子           | Yau Tsim Mong | Tsuen Wan Line     |        |
| Shek Kip Mei  | 石硤尾         | Sham Shui Po  |                    |        |
| Kowloon Tong  | 九龍塘         | Kowloon City  | East Rail Line     |        |
| Lok Fu        | 樂富           | Wong Tai Sin  |                    |        |
| Wong Tai Sin  | 黃大仙         | Wong Tai Sin  |                    |        |
| Diamond Hill  | 鑽石山         | Wong Tai Sin  | Tuen Ma Line       |        |
| Choi Hung     | 彩虹           | Wong Tai Sin  |                    |        |
| Kowloon Bay   | 九龍灣         | Kwun Tong     |                    |        |
| Ngau Tau Kok  | 牛頭角         | Kwun Tong     |                    |        |
| Kwun Tong     | 觀塘           | Kwun Tong     |                    |        |
| Lam Tin       | 藍田           | Kwun Tong     |                    |        |
| Yau Tong      | 油塘           | Kwun Tong     | Tseung Kwan O Line |        |
| Tiu Keng Leng | 調景嶺         | Sai Kung      | Tseung Kwan O Line |        |

## Tuen Ma Line (27 stations)
| Station                  | Nom en chinois | District      | Correspondance(s)                                                                                               |
| ------------------------ | -------------- | ------------- | --- |
| *Tuen Mun South (projet) | 屯門南         | Tuen Mun      | Métro léger de Hong Kong                                                                                        |
| *A16 (projet)            | 第16區         | Tuen Mun      | Métro léger de Hong Kong                                                                                        |
| Tuen Mun                 | 屯門           | Tuen Mun      | Métro léger de Hong Kong                                                                                        |
| Siu Hong                 | 兆康           | Tuen Mun      | Métro léger de Hong Kong                                                                                        |
| *Hung Shui Kiu (projet)  | 洪水橋         | Yuen Long     | |
| Tin Shui Wai             | 天水圍         | Yuen Long     | Métro léger de Hong Kong                                                                                        |
| Long Ping                | 朗屏           | Yuen Long     | |
| Yuen Long                | 元朗           | Yuen Long     | Métro léger de Hong Kong                                                                                        |
| Kam Sheung Road          | 錦上路         | Yuen Long     | Northern Link (projet)                                                                                          |
| Tsuen Wan West           | 荃灣西         | Tsuen Wan     | |
| Mei Foo                  | 美孚           | Sham Shui Po  | Tsuen Wan Line                                                                                                  |
| Nam Cheong               | 南昌           | Sham Shui Po  | Tung Chung Line                                                                                                 |
| Austin                   | 柯士甸         | Yau Tsim Mong | La gare de West Kowloon Terminus vers la LGV Canton - Shenzhen - Hong Kong                                      |
| East Tsim Sha Tsui       | 尖東           | Yau Tsim Mong | Tsim Sha Tsui Station vers Tsuen Wan Line                                                                       |
| Hung Hom                 | 紅磡           | Yau Tsim Mong | East Rail Line Guangzhou-Kowloon Through Train, Shanghai-Kowloon Through Train et Beijing–Kowloon Through Train |
| Ho Man Tin               | 何文田         | Kowloon City  | Kwun Tong Line                                                                                                  |
| To Kwa Wan               | 土瓜灣         | Kowloon City  | |
| Sung Wong Toi            | 宋皇臺         | Kowloon City  | |
| Kai Tak                  | 啟德           | Kowloon City  | |
| Diamond Hill             | 鑽石山         | Wong Tai Sin  | Kwun Tong Line                                                                                                  |
| Hin Keng                 | 顯徑           | Sha Tin       | |
| Tai Wai                  | 大圍           | Sha Tin       | East Rail Line                                                                                                  |
| Che Kung Temple          | 車公廟         | Sha Tin       | |
| Sha Tin Wai              | 沙田圍         | Sha Tin       | |
| City One                 | 第一城         | Sha Tin       | |
| Shek Mun                 | 石門           | Sha Tin       | |
| Tai Shui Hang            | 大水坑         | Sha Tin       | |
| Heng On                  | 恆安           | Sha Tin       | |
| Ma On Shan               | 馬鞍山         | Sha Tin       | |
| Wu Kai Sha               | 烏溪沙         | Sha Tin       | |

## Tseung Kwan O Line (8 stations)
| Station                      | Nom en chinois | District            | Correspondance(s)        | Photos |
| ---------------------------- | -------------- | ------------------- | ------------------------ | ------ |
| *Tamar (projet)              | 添馬           | Central and Western | Tung Chung Line (projet) |        |
| Exhibition Centre (projet)   | 會展           | Wan Chai            | East Rail Line           |        |
| *Causeway Bay North (projet) | 銅鑼灣北       | Wan Chai            |                          |        |
| North Point                  | 北角           | Eastern             | Island Line              |        |
| Quarry Bay                   | 鰂魚涌         | Eastern             | Island Line              |        |
| Yau Tong                     | 油塘           | Kwun Tong           | Kwun Tong Line           |        |
| Tiu Keng Leng                | 調景嶺         | Sai Kung            | Kwun Tong Line           |        |
| Tseung Kwan O                | 將軍澳         | Sai Kung            |                          |        |
| Hang Hau                     | 坑口           | Sai Kung            |                          |        |
| Po Lam                       | 寶琳           | Sai Kung            |                          |        |
| LOHAS Park                   | 康城           | Sai Kung            |                          |        |

## Tsuen Wan Line (16 stations)
| Station        | Nom en chinois | District            | Correspondance(s)                                                     | Photos |
| -------------- | -------------- | ------------------- | --------------------------------------------------------------------- | ------ |
| Central        | 中環           | Central and Western | Island Line Hong Kong Station vers Tung Chung Line et Airport Express |        |
| Admiralty      | 金鐘           | Central and Western | Island Line, South Island Line et East Rail Line                      |        |
| Tsim Sha Tsui  | 尖沙咀         | Yau Tsim Mong       | East Tsim Sha Tsui Station vers Tuen Ma Line                          |        |
| Jordan         | 佐敦           | Yau Tsim Mong       |                                                                       |        |
| Yau Ma Tei     | 油麻地         | Yau Tsim Mong       | Kwun Tong Line                                                        |        |
| Mong Kok       | 旺角           | Yau Tsim Mong       | Kwun Tong Line                                                        |        |
| Prince Edward  | 太子           | Yau Tsim Mong       | Kwun Tong Line                                                        |        |
| Sham Shui Po   | 深水埗         | Sham Shui Po        |                                                                       |        |
| Cheung Sha Wan | 長沙灣         | Sham Shui Po        |                                                                       |        |
| Lai Chi Kok    | 荔枝角         | Sham Shui Po        |                                                                       |        |
| Mei Foo        | 美孚           | Sham Shui Po        | Tuen Ma Line                                                          |        |
| Lai King       | 荔景           | Kwai Tsing          | Tung Chung Line                                                       |        |
| Kwai Fong      | 葵芳           | Kwai Tsing          |                                                                       |        |
| Kwai Hing      | 葵興           | Kwai Tsing          |                                                                       |        |
| Tai Wo Hau     | 大窩口         | Tsuen Wan           |                                                                       |        |
| Tsuen Wan      | 荃灣           | Tsuen Wan           | Tsuen Wan West Station vers Tuen Ma Line (sans transfert direct)      |        |

## Tung Chung Line (8 stations)
| Station                   | Nom en chinois | District            | Correspondance(s)                                                                          | Photos |
| ------------------------- | -------------- | ------------------- | ------------------------------------------------------------------------------------------ | ------ |
| *Tung Chung West (projet) | 東涌西         | Islands             |                                                                                            |        |
| Tung Chung                | 東涌           | Islands             | Terminal Tung Chung vers le téléphérique Ngong Ping 360                                    |        |
| *Tung Chung East (projet) | 東涌東         | Islands             |                                                                                            |        |
| *Oyster Bay (projet)      | 小蠔灣         | Islands             |                                                                                            |        |
| Sunny Bay                 | 欣澳           | Tsuen Wan           | Disney Resort Line                                                                         |        |
| Tsing Yi                  | 青衣           | Kwai Tsing          | Airport Express                                                                            |        |
| Lai King                  | 荔景           | Kwai Tsing          | Tsuen Wan Line                                                                             |        |
| Nam Cheong                | 南昌           | Sham Shui Po        | Tuen Ma Line                                                                               |        |
| Olympic                   | 奧運           | Yau Tsim Mong       |                                                                                            |        |
| Kowloon                   | 九龍           | Yau Tsim Mong       | Airport Express La gare de West Kowloon Terminus vers la LGV Canton - Shenzhen - Hong Kong |        |
| Hong Kong                 | 香港           | Central and Western | Airport Express Central Station vers Tsuen Wan Line et Island Line                         |        |
| *Tamar (projet)           | 添馬           | Central and Western | Tseung Kwan O Line (projet)                                                                |        |

## South Island Line (5 stations)
| Station        | Nom en chinois | District            | Correspondance(s)                             |
| -------------- | -------------- | ------------------- | --------------------------------------------- |
| South Horizons | 海怡半島       | Southern            |                                               |
| Lei Tung       | 利東           | Southern            |                                               |
| Wong Chuk Hang | 黃竹坑         | Southern            | South Island Line (West) (projet)             |
| Ocean Park     | 海洋公園       | Southern            |                                               |
| Admiralty      | 金鐘           | Central and Western | Island Line, Tsuen Wan Line et East Rail Line |